# 후회없이 사랑해
《후회없이, 사랑해》(일본어: せいせいするほど、愛してる)는 키타가와 미유키의 만화 작품이다.

## 개요
《프티 코믹》 (쇼가쿠칸)에서, 2006년부터 2008년까지 연재되었다. 단행본은 전 7권.

## 등장인물
구리하라 미아
르와르 화장품 홍보 담당. 25세.
미요시 카이리
르와르 화장품 부사장. 27세.
구노 아츠시
작가.
마사키 아카리
출판사 편집자. 25세.
미야마 지아키
모델. 25세.
미야자와 료
보떼 드 드라제 영업 부장 대리.
미요시 유카
가이리의 아내.
후지에다 시호
간호사.
야마시타
미아의 전 남자친구.

## 텔레비전 드라마
2016년 7월 12일부터 9월 20일까지 매주 화요일 22시 00분 ~ 22시 54분에, TBS 계열의 화요드라마 시간대에서 방송되었다. 주연은 타케이 에미.

### 캐스트
- 구리하라 미아 (25) - 다케이 에미
- 미요시 카이리 (32) - 다키자와 히데아키
- 미야자와 료 (28) - 나카무라 아오이
- 마사키 아카리 (25) - 미즈사와 에레나
- 미야마 치아키 (25) - 트린들 레이나
- 구노 아츠시 (27) - 나카무라 하야토
- 야마시타 요타 (28) - 다카하시 미츠오미

### 스태프
- 원작 - 기타가와 미유키
- 각본 - 이정미, 와타나베 마사코, 이노우에 세이지
- 음악 - 기무라 히데아키라
- 주제가 - 마쓰다 세이코 〈장미처럼 피어나 벚꽃처럼 지고〉
- 특별 협력 - Tiffany & Co. Japan Inc.
- 브랜드 협력 - 지미 추
- 연출 - 이시이 야스하루, 이케다 가쓰히코, 오카모토 싱고
- 프로듀서 - 이요다 히데노리, 이이다 카즈타카
- 제작 저작 - 도쿄 방송 홀딩스

### 방송 일자
| 각 화                                     | 방송일          | 부제                                                                 | 각본                            | 연출            | 시청률 |
| ----------------------------------------- | --------------- | -------------------------------------------------------------------- | ------------------------------- | --------------- | ------ |
| 제1화                                     | 2016년 7월 12일 | 티파니 부사장과의 제트 코스터 연애! 불륜 순애?                       | 이정미                          | 이시이 야스하루 | 9.3%   |
| 제2화                                     | 7월 19일        | 티파니 부사장의 고독과 비밀 멈출 수 없는 사랑이 가속!                | 이정미 와타나베 마사코          | 이시이 야스하루 | 7.4%   |
| 제3화                                     | 7월 26일        | 금단의 밤! 덫과 배반~부사장에의 사랑과 비밀!!                        | 이정미 와타나베 마사코          | 이시이 야스하루 | 6.7%   |
| 제4화                                     | 8월 2일         | 아내가 눈떠 부사장의 슬픈 과거가! 삼각관계도 급전개                  | 이노우에 세이지 이정미          | 이케다 가쓰히코 | 6.9%   |
| 제5화                                     | 8월 9일         | 아내에게 들켜 궁지에 몰린 순애! 생일은 너와 함께                     | 이정미 와타나베 마사코          | 오카모토 싱고   | 6.7%   |
| 제6화                                     | 8월 23일        | 어머니의 사랑! 회사에 들켜 절체절명 도둑 고양이!                     | 이노우에 세이지 와타나베 마사코 | 이시이 야스하루 | 9.7%   |
| 제7화                                     | 8월 30일        | 마침내 수라장 남편의 휴대전화를 빼앗은 아내! 지옥의 만찬회에서 대결  | 이정미                          | 이케다 가쓰히코 | 7.7%   |
| 제8화                                     | 9월 6일         | 머리로 생각하는 사랑인가? 마음으로 느끼는 사랑인가 몬스터화하는 아내 | 와타나베 마사코                 | 오카모토 싱고   | 7.4%   |
| 제9화                                     | 9월 13일        | 최종회 전! 결혼인가? 모든 것을 버리고 도피행인가?                    | 이정미                          | 이시이 야스하루 | 7.9%   |
| 최종화                                    | 9월 20일        | 안녕 부사장! 아내에게 초대받은 결혼식~눈물의 결말이…!!               | 와타나베 마사코                 | 이시이 야스하루 | 9.1%   |
| (시청률은 칸토 지구·비디오 리서치사 조사) |                 |                                                                      |                                 |                 |        |

- 첫회 15분 확대.
- 8월 16일은 리우데자네이루 올림픽 경기 중계로 휴지.

| TBS 화요드라마                       | TBS 화요드라마                           | TBS 화요드라마                                               |
| 이전 작품                            | 작품명                                   | 다음 작품                                                    |
| ------------------------------------ | ---------------------------------------- | ------------------------------------------------------------ |
| 중쇄를 찍자! (2016.4.12 ~ 2016.6.14) | 후회없이, 사랑해 (2016.7.12 ~ 2016.9.20) | 도망치는 건 부끄럽지만 도움이 된다 (2016.10.11 ~ 2016.12.20) |